# Vaccinium andersonii
Vaccinium andersonii är en ljungväxtart som beskrevs av Herman Otto Sleumer. Vaccinium andersonii ingår i Blåbärssläktet, och familjen ljungväxter. Inga underarter finns listade i Catalogue of Life.